# Élections législatives de 2024 dans la Manche
Les élections législatives françaises de 2024 dans la Manche se dérouleront les 30 juin et 7 juillet 2024. Dans le département, quatre députés sont à élire dans le cadre de quatre circonscriptions, à la suite de la dissolution de l'Assemblée nationale par Emmanuel Macron.

## Contexte

### Élections législatives de 2022
Les élections législatives 2022 voient trois députés sortants reconduits (deux La République en marche et un Les Républicains) mais dans la circonscription de Cherbourg, le Parti socialiste remporta le siège face à Sonia Krimi.

### Élections européennes de 2024
Lors des élections européenne 2024, les électeurs de la Manche place la liste conduite par Jordan Bardella en tête avec 61 046 voix (31,21%) suivi par la liste conduite par Valérie Hayer avec 36 366 voix (18,6%). La troisième force est celle de la liste d'union à gauche de Raphaël Glucksmann (15,14%) puis plus loin celle des Républicains (7,72%).
| Circonscription | RN      | ENS     | PS - PP | LFI    | LR     |
| --------------- | ------- | ------- | ------- | ------ | ------ |
| Circonscription |         |         |         |        |        |
| 1re             | 33,62 % | 19,14 % | 12,64 % | 4,61 % | 8,25 % |
| 2e              | 33,62 % | 20,2 %  | 13,94 % | 4,50 % | 8,62 % |
| 3e              | 32,27 % | 18,46 % | 14,48 % | 4,45 % | 7,68 % |
| 4e              | 28,88 % | 16,46 % | 19,67 % | 6,39 % | 6,25 % |

## Système électoral
Les élections législatives ont lieu au scrutin uninominal majoritaire à deux tours dans des circonscriptions uninominales.
Est élu au premier tour le candidat qui réunit la majorité absolue des suffrages exprimés et un nombre de voix au moins égal au quart des électeurs inscrits dans la circonscription, soit 25 %. Si aucun des candidats ne satisfait ces conditions, un second tour est organisé entre les candidats ayant réuni un nombre de voix au moins égal à un huitième des inscrits, soit 12,5 %. Les deux candidats arrivés en tête du 1er tour se maintiennent néanmoins par défaut si un seul ou aucun d'entre eux n'a atteint ce seuil. Au second tour, le candidat arrivé en tête est déclaré élu,.
Le seuil de qualification basé sur un pourcentage du total des inscrits et non des suffrages exprimés rend plus difficile l'accès au second tour lorsque l'abstention est élevée. Le système permet en revanche l'accès au second tour de plus de deux candidats si plusieurs d'entre eux franchissent le seuil de 12,5 % des inscrits. Les candidats en lice au second tour peuvent ainsi être trois, un cas de figure appelé « triangulaire ». Les second tours où s'affrontent quatre candidats, appelés « quadrangulaire » sont également possibles, mais beaucoup plus rares,.

### Partis et nuances
Les résultats des élections sont publiés en France par le ministère de l'Intérieur, qui classe les partis en leur attribuant des nuances politiques. Ces dernières sont décidées par les préfets, qui les attribuent indifféremment de l'étiquette politique déclarée par les candidats, qui peut être celle d'un parti ou une candidature sans étiquette.
Seuls le Parti communiste français (COM), La France insoumise (FI), le Parti socialiste (SOC), le Parti radical de gauche (RDG), Les Écologistes (VEC), Renaissance (RE), le Mouvement démocrate (MDM), Horizons (HOR), l'Union des démocrates et indépendants (UDI), Les Républicains (LR), le Rassemblement national (RN) et Reconquête (REC) se voient attribuer en 2024 des nuances propres. Les coalitions Ensemble et Nouveau front populaire, ainsi que les candidats de l'alliance LR-Ciotti-RN, en bénéficient également indirectement, les nuances Ensemble ! (Majorité présidentielle) (ENS), Union de la gauche (UG) et Union de l'extrême-droite (UXD) étant attribuables aux candidats bénéficiant respectivement du soutien de deux partis du centre, de deux partis de gauche ou de deux partis d'extrême-droite,.
Tous les autres partis se voient attribuer l'une ou l'autre des nuances suivantes : EXG (extrême gauche), DVG (divers gauche), ECO (écologiste), REG (régionaliste), DVC (divers centre), DVD (divers droite), DSV (droite souverainiste) et EXD (extrême droite). Des partis comme Debout la France ou Lutte ouvrière ne disposent ainsi pas de nuances propres, et leurs résultats nationaux ne sont pas publiés séparément par le ministère, car mélangés avec d'autres partis (respectivement dans les nuances DSV et EXG).

### Section de Pont-Farcy
Comme lors de la dernière élection, le bureau de vote de Pont-Farcy sera encore rattaché à la Sixième circonscription du Calvados, situation antérieure à la création de la commune nouvelle de Tessy-Bocage en 2018 ; il n'y a pas eu de décret pour modifier la définition des limites des circonscriptions régie par l'ordonnance no 2009-935 du 29 juillet 2009.

## Entre-deux-tours
À Cherbourg, Nicolas Conquer, candidat LR-RN, est agressé par un groupe de personnes qui lui jettent des œufs et crient des insultes, dont « sale raciste » et « enculé ». La police interpelle quatre des auteurs de cette attaque, qualifiés par Nivolas Conquer d'« antifa ». Une plainte pour « violence en réunion » est ensuite déposée,.

## Résultats

### Élus
| Circonscription | Député sortant    | Parti | Parti | Groupe | Député élu ou réélu | Parti | Parti | Groupe   |
| --------------- | ----------------- | ----- | ----- | ------ | ------------------- | ----- | ----- | -------- |
| 1re             | Philippe Gosselin |       | LR    | LR     | Philippe Gosselin   |       | LR    | DR       |
| 2e              | Bertrand Sorre    |       | RE    | RE     | Bertrand Sorre      |       | RE    | EPR      |
| 3e              | Stéphane Travert  |       | TdP   | RE     | Stéphane Travert    |       | TdP   | app. EPR |
| 4e              | Anna Pic          |       | PS    | SOC    | Anna Pic            |       | PS    | SOC      |

### Résultats à l'échelle du département

#### Résultats par coalition
| Parti ou coalition                          | Parti ou coalition                          | Parti ou coalition          | Premier tour | Premier tour | Premier tour | Second tour   | Second tour   | Second tour | Total Sièges  | +/-           |  |
| Parti ou coalition                          | Parti ou coalition                          | Parti ou coalition          | Voix         | %            | Sièges       | Voix          | %             | Sièges      | Total Sièges  | +/-           |  |
| ------------------------------------------- | ------------------------------------------- | --------------------------- | ------------ | ------------ | ------------ | ------------- | ------------- | ----------- | ------------- | ------------- |  |
|                                             |                                             | Républicains à droite (RAD) | 43 206       | 16,65        | 0            | 53 010        | 21,08         | 0           | 0             | Nv            |  |
|                                             | Rassemblement national (RN)                 | 40 519                      | 15,62        | 0            | 44 916       | 17,86         | 0             | 0           | en stagnation |               |  |
| Total Rassemblement national et alliés (RN) | Total Rassemblement national et alliés (RN) | 83 725                      | 32,27        | 0            | 97 926       | 38,94         | 0             | 0           | en stagnation |               |  |
|                                             |                                             | Renaissance (RE)            | 26 555       | 10,23        | 0            | 40 472        | 16,09         | 1           | 1             | en stagnation |  |
|                                             | Territoires de progrès (TdP)                | 25 232                      | 9,72         | 0            | 43 785       | 17,41         | 1             | 1           | en stagnation |               |  |
|                                             | Horizons (HOR)                              | 10 417                      | 4,01         | 0            |              |               |               | 0           | Nv            |               |  |
|                                             | Mouvement démocrate (MoDem)                 | 4 723                       | 1,82         | 0            | 0            | en stagnation |               |             |               |               |  |
| Total Ensemble pour la République (ENS)     | Total Ensemble pour la République (ENS)     | 66 927                      | 25,79        | 0            | 84 257       | 33,51         | 2             | 2           | en stagnation |               |  |
|                                             |                                             | Parti socialiste (PS)       | 19 940       | 7,68         | 0            | 32 748        | 13,02         | 1           | 1             | en stagnation |  |
|                                             | Parti communiste français (PCF)             | 15 191                      | 5,85         | 0            | Retrait      | Retrait       | Retrait       | 0           | en stagnation |               |  |
|                                             | La France insoumise (LFI)                   | 11 529                      | 4,44         | 0            |              |               |               | 0           | en stagnation |               |  |
|                                             | Les Écologistes (LÉ)                        | 10 792                      | 4,16         | 0            | 0            | en stagnation |               |             |               |               |  |
| Total Nouveau Front populaire (NFP)         | Total Nouveau Front populaire (NFP)         | 57 452                      | 22,14        | 0            | 32 748       | 13,02         | 1             | 1           | en stagnation |               |  |
|                                             |                                             | Les Républicains (LR)       | 22 513       | 8,68         | 0            | 36 531        | 14,53         | 1           | 1             | en stagnation |  |
|                                             | Les Centristes - Le Nouveau Centre (LC)     | 14 376                      | 5,54         | 0            |              |               |               | 0           | en stagnation |               |  |
| Total Union de la droite et du centre (UDC) | Total Union de la droite et du centre (UDC) | 36 889                      | 14,22        | 0            | 36 531       | 14,53         | 1             | 1           | en stagnation |               |  |
|                                             | Lutte ouvrière (LO)                         | Lutte ouvrière (LO)         | 2 918        | 1,12         | 0            |               |               |             | 0             | en stagnation |  |
|                                             | Reconquête (REC)                            | Reconquête (REC)            | 2 865        | 1,10         | 0            | 0             | en stagnation |             |               |               |  |
|                                             | Debout la France (DLF)                      | Debout la France (DLF)      | 945          | 0,36         | 0            | 0             | en stagnation |             |               |               |  |
|                                             | Équinoxe                                    | Équinoxe                    | 639          | 0,25         | 0            | 0             | Nv            |             |               |               |  |
|                                             | Sans étiquette (SE)                         | Sans étiquette (SE)         | 7 122        | 2,74         | 0            | 0             | en stagnation |             |               |               |  |
|                                             |                                             |                             |              |              |              |               |               |             |               |               |  |
| Suffrages exprimés                          | Suffrages exprimés                          | Suffrages exprimés          | 259 482      | 97,59        |              | 251 462       | 94,63         |             |               |               |  |
| Votes blancs                                | Votes blancs                                | Votes blancs                | 4 658        | 1,75         | 10 925       | 4,11          |               |             |               |               |  |
| Votes nuls                                  | Votes nuls                                  | Votes nuls                  | 1 757        | 0,66         | 3 342        | 1,26          |               |             |               |               |  |
| Total                                       | Total                                       | Total                       | 265 897      | 100          | 0            | 265 729       | 100           | 4           | 4             | en stagnation |  |
| Abstentions                                 | Abstentions                                 | Abstentions                 | 117 371      | 30,62        |              | 117 553       | 30,67         |             |               |               |  |
| Inscrits/Participation                      | Inscrits/Participation                      | Inscrits/Participation      | 383 268      | 69,38        | 383 282      | 69,33         |               |             |               |               |  |

#### Résultats par nuance
| Nuance                 | Nuance                      | Nuance                 | Premier tour | Premier tour | Premier tour | Second tour | Second tour   | Second tour | Total Sièges | +/-           |  |
| Nuance                 | Nuance                      | Nuance                 | Voix         | %            | Sièges       | Voix        | %             | Sièges      | Total Sièges | +/-           |  |
| ---------------------- | --------------------------- | ---------------------- | ------------ | ------------ | ------------ | ----------- | ------------- | ----------- | ------------ | ------------- |  |
|                        | Ensemble pour la République | ENS                    | 66 927       | 25,79        | 0            | 84 257      | 33,51         | 2           | 2            | en stagnation |  |
|                        | Union de la gauche          | UG                     | 57 452       | 22,14        | 0            | 32 748      | 13,02         | 1           | 1            | en stagnation |  |
|                        | Union de l'extrême droite   | UXD                    | 43 206       | 16,65        | 0            | 53 010      | 21,08         | 0           | 0            | en stagnation |  |
|                        | Rassemblement national      | RN                     | 40 519       | 15,62        | 0            | 44 916      | 17,86         | 0           | 0            | en stagnation |  |
|                        | Divers droite               | DVD                    | 37 060       | 14,28        | 0            | 36 531      | 14,53         | 1           | 1            | 1             |  |
|                        | Divers                      | DIV                    | 6 951        | 2,68         | 0            |             |               |             | 0            | Nv            |  |
|                        | Extrême gauche              | EXG                    | 2 918        | 1,12         | 0            | 0           | en stagnation |             |              |               |  |
|                        | Reconquête                  | REC                    | 2 865        | 1,10         | 0            | 0           | en stagnation |             |              |               |  |
|                        | Droite souverainiste        | DSV                    | 945          | 0,36         | 0            | 0           | en stagnation |             |              |               |  |
|                        | Écologistes                 | ECO                    | 639          | 0,25         | 0            | 0           | en stagnation |             |              |               |  |
|                        | Les Républicains            | LR                     |              |              |              |             |               |             | 0            | 1             |  |
|                        |                             |                        |              |              |              |             |               |             |              |               |  |
| Suffrages exprimés     | Suffrages exprimés          | Suffrages exprimés     | 259 482      | 97,59        |              | 251 462     | 94,63         |             |              |               |  |
| Votes blancs           | Votes blancs                | Votes blancs           | 4 658        | 1,75         | 10 925       | 4,11        |               |             |              |               |  |
| Votes nuls             | Votes nuls                  | Votes nuls             | 1 757        | 0,66         | 3 342        | 1,26        |               |             |              |               |  |
| Total                  | Total                       | Total                  | 265 897      | 100          | 0            | 265 729     | 100           | 4           | 4            | en stagnation |  |
| Abstentions            | Abstentions                 | Abstentions            | 117 371      | 30,62        |              | 117 553     | 30,67         |             |              |               |  |
| Inscrits/Participation | Inscrits/Participation      | Inscrits/Participation | 383 268      | 69,38        | 383 282      | 69,33       |               |             |              |               |  |

### Résultats par circonscription

#### Première circonscription
Député sortant : Philippe Gosselin (Les Républicains).
| Candidat                 | Candidat                 | Parti et coalition       | Nuances                  | Premier tour | Premier tour | Second tour | Second tour |
| Candidat                 | Candidat                 | Parti et coalition       | Nuances                  | Voix         | %            | Voix        | %           |
| ------------------------ | ------------------------ | ------------------------ | ------------------------ | ------------ | ------------ | ----------- | ----------- |
|                          | Philippe Gosselin        | LR (UDC)                 | DVD                      | 22 513       | 38,30        | 36 531      | 63,45       |
|                          | Franck Simon             | RN                       | RN                       | 19 333       | 32,89        | 21 046      | 36,55       |
|                          | Guillaume Hédouin        | LÉ (NFP)                 | UG                       | 10 792       | 18,36        |             |             |
|                          | Michaël Masson           | MoDem (ENS)              | ENS                      | 4 723        | 8,04         |             |             |
|                          | Olivia Lewi              | LO                       | EXG                      | 578          | 0,98         |             |             |
|                          | Laurent Besagny          | REC                      | REC                      | 418          | 0,71         |             |             |
|                          | Baptiste Rajaut          | Équinoxe                 | ECO                      | 250          | 0,43         |             |             |
|                          | Jacques Poisson          | SE                       | DVD                      | 171          | 0,29         |             |             |
|                          |                          |                          |                          |              |              |             |             |
| Votes valides            | Votes valides            | Votes valides            | Votes valides            | 58 778       | 97,91        | 57 577      | 96,26       |
| Votes blancs             | Votes blancs             | Votes blancs             | Votes blancs             | 929          | 1,55         | 1 694       | 2,83        |
| Votes nuls               | Votes nuls               | Votes nuls               | Votes nuls               | 328          | 0,55         | 545         | 0,91        |
| Total                    | Total                    | Total                    | Total                    | 60 035       | 100          | 59 816      | 100         |
| Abstention               | Abstention               | Abstention               | Abstention               | 26 692       | 30,78        | 26 913      | 31,03       |
| Inscrits / participation | Inscrits / participation | Inscrits / participation | Inscrits / participation | 86 727       | 69,22        | 86 729      | 68,97       |

#### Deuxième circonscription
Député sortant : Bertrand Sorre (Renaissance).
| Candidat                 | Candidat                 | Parti et coalition       | Nuances                  | Premier tour | Premier tour | Second tour | Second tour |
| Candidat                 | Candidat                 | Parti et coalition       | Nuances                  | Voix         | %            | Voix        | %           |
| ------------------------ | ------------------------ | ------------------------ | ------------------------ | ------------ | ------------ | ----------- | ----------- |
|                          | Bertrand Sorre           | RE (ENS)                 | ENS                      | 26 555       | 39,91        | 40 472      | 62,90       |
|                          | Marie-Françoise Kurdziel | RN                       | RN                       | 21 186       | 31,84        | 23 870      | 37,10       |
|                          | Patrick Grimbert         | LFI (NFP)                | UG                       | 11 529       | 17,33        |             |             |
|                          | Julie Barenton Guillas   | LC (UDC)                 | DVD                      | 5 739        | 8,62         |             |             |
|                          | Mai Tran                 | LO                       | EXG                      | 811          | 1,22         |             |             |
|                          | Hervé Retailleau         | REC                      | REC                      | 721          | 1,08         |             |             |
|                          |                          |                          |                          |              |              |             |             |
| Votes valides            | Votes valides            | Votes valides            | Votes valides            | 66 541       | 97,48        | 64 342      | 95,14       |
| Votes blancs             | Votes blancs             | Votes blancs             | Votes blancs             | 1 193        | 1,75         | 2 436       | 3,60        |
| Votes nuls               | Votes nuls               | Votes nuls               | Votes nuls               | 525          | 0,77         | 849         | 1,26        |
| Total                    | Total                    | Total                    | Total                    | 68 259       | 100          | 67 627      | 100         |
| Abstention               | Abstention               | Abstention               | Abstention               | 28 521       | 29,47        | 29 158      | 30,13       |
| Inscrits / participation | Inscrits / participation | Inscrits / participation | Inscrits / participation | 96 780       | 70,53        | 96 785      | 69,87       |

#### Troisième circonscription
Député sortant : Stéphane Travert (Territoires de progrès).
| Candidat                 | Candidat                 | Parti et coalition       | Nuances                  | Premier tour | Premier tour | Second tour | Second tour |
| Candidat                 | Candidat                 | Parti et coalition       | Nuances                  | Voix         | %            | Voix        | %           |
| ------------------------ | ------------------------ | ------------------------ | ------------------------ | ------------ | ------------ | ----------- | ----------- |
|                          | Pierre Giry              | RAD (RN)                 | UXD                      | 25 725       | 33,89        | 30 844      | 41,33       |
|                          | Stéphane Travert         | TdP (ENS)                | ENS                      | 25 232       | 33,24        | 43 785      | 58,67       |
|                          | Gaëlle Vérove            | PCF (NFP)                | UG                       | 15 191       | 20,01        | Retrait     | Retrait     |
|                          | Stéphanie Maubé          | SE                       | DIV                      | 6 951        | 9,16         |             |             |
|                          | Yohann Quesnel           | DLF                      | DSV                      | 945          | 1,24         |             |             |
|                          | Christian Guyot          | REC                      | REC                      | 842          | 1,11         |             |             |
|                          | Mansour Ayouti           | LO                       | EXG                      | 629          | 0,83         |             |             |
|                          | Aurélien Verleyen        | Équinoxe                 | ECO                      | 389          | 0,51         |             |             |
|                          |                          |                          |                          |              |              |             |             |
| Votes valides            | Votes valides            | Votes valides            | Votes valides            | 75 904       | 97,48        | 74 629      | 95,06       |
| Votes blancs             | Votes blancs             | Votes blancs             | Votes blancs             | 1 454        | 1,87         | 2 947       | 3,75        |
| Votes nuls               | Votes nuls               | Votes nuls               | Votes nuls               | 505          | 0,65         | 928         | 1,18        |
| Total                    | Total                    | Total                    | Total                    | 77 863       | 100          | 78 504      | 100         |
| Abstention               | Abstention               | Abstention               | Abstention               | 33 235       | 29,92        | 32 587      | 29,33       |
| Inscrits / participation | Inscrits / participation | Inscrits / participation | Inscrits / participation | 111 098      | 70,08        | 111 091     | 70,67       |

#### Quatrième circonscription
Députée sortante : Anna Pic (Parti socialiste).
| Candidat                 | Candidat                 | Parti et coalition       | Nuances                  | Premier tour | Premier tour | Second tour | Second tour |
| Candidat                 | Candidat                 | Parti et coalition       | Nuances                  | Voix         | %            | Voix        | %           |
| ------------------------ | ------------------------ | ------------------------ | ------------------------ | ------------ | ------------ | ----------- | ----------- |
|                          | Anna Pic                 | PS (NFP)                 | UG                       | 19 940       | 34,23        | 32 748      | 59,64       |
|                          | Nicolas Conquer          | RAD (RN)                 | UXD                      | 17 481       | 30,01        | 22 166      | 40,36       |
|                          | Yann Lepetit             | HOR (ENS)                | ENS                      | 10 417       | 17,88        |             |             |
|                          | Camille Margueritte      | LC (UDC)                 | DVD                      | 8 637        | 14,83        |             |             |
|                          | Abdelkader Benramdane    | LO                       | EXG                      | 900          | 1,54         |             |             |
|                          | Yann Da Cruz-Legeleux    | REC                      | REC                      | 884          | 1,52         |             |             |
|                          |                          |                          |                          |              |              |             |             |
| Votes valides            | Votes valides            | Votes valides            | Votes valides            | 58 259       | 97,52        | 54 914      | 91,86       |
| Votes blancs             | Votes blancs             | Votes blancs             | Votes blancs             | 1 082        | 1,81         | 3 848       | 6,44        |
| Votes nuls               | Votes nuls               | Votes nuls               | Votes nuls               | 399          | 0,67         | 1 020       | 1,71        |
| Total                    | Total                    | Total                    | Total                    | 59 740       | 100          | 59 782      | 100         |
| Abstention               | Abstention               | Abstention               | Abstention               | 28 923       | 32,62        | 28 895      | 32,58       |
| Inscrits / participation | Inscrits / participation | Inscrits / participation | Inscrits / participation | 88 663       | 67,38        | 88 677      | 67,42       |